# Mr. Perfect (canción de Helena Paparizou)
«Mr. Perfect» (en español: «Señor Perfecto») es el primer sencillo del próximo disco de estudio de la cantante sueco-griega Helena Paparizou. La canción se puso a la venta en formato de descarga digital el 2 de diciembre aunque Sony Music había informado que la publicación sería el 5 del mismo mes. Está compuesta por un equipo de Canadá y Reino Unido.

## Promoción
El lunes 28 de noviembre la discográfica Sony Music publicó un video de presentación del nuevo sencillo de la cantante griega donde aparecían veinte segundos de canción. También ese mismo día, exactamente una semana antes de que se lanzara la canción al completo, subieron a internet una imagen del videoclip y la portada de la edición de diciembre de la revista Nitro donde Helena posa como protagonista. El 2 de diciembre la canción fue conlgada en Youtube por Sony BMG. La canción se puede comprar en formato descarga digital en numerosos países europeos, sobre todo mediante la tienda en línea iTunes. La canción llegó a ser número uno en las radios más importantes y populares de Grecia y Chipre.
La primera vez que Helena Paparizou interpretó Mr. Perfect en un programa de televisión fue el 11 de diciembre en Dancing on ice, el programa en el cual ella es jurado.
A principios de 2012, para continuar con la promoción del sencillo, publicó dos remixes oficiales de la canción, uno de Lunatic y el otro de Playmen. Este último, además, fue la versión de Mr. Perfect que Helena Paparizou interpretó en los MadWalk 2012 junto con otro de remix de los mismos de la canción I hate myself for loving you.

## Videoclip

### Información
El videoclip está dirigido por Konstantinos Rigos, el mismo director que realizó el videoclip de la canción Baby it's over. Se grabó el día 19 de noviembre. A pesar de ya tener el videoclip grabado desde la segunda mitad de noviembre, el 13 de diciembre se grabaron algunas escenas más ya que para el director  faltaba algo. Finalmente el videoclip comenzó a emitirse en el canal de televisión griego MadTV el 1 de enero de 2012. En este videoclip se hace publicidad a la marca de automóviles Ford y a la de ropa interior Diesel. El videoclip se subió a la página Vevo oficial de Helena Paparizou el 18 de enero.

### Sinopsis
El video sigue una historia, en la que hay amor, pasión, y también contrabando. Al principio observamos como unos tipos, supuestamente españoles (aparece una bandera de España), están en posesión de un objeto, del cual la policía va en busca. En unas escenas Helena aparece bailando; en otras, bajo una peluca roja, con uno de los “chicos malos” durante unas escenas bastante sensuales. Tras esto, vemos a Helena en un provocativo traje junto a un policía. Y, de forma aparente van a detener a los poseedores del objeto, pero los chicos acaban reduciendo al policía con la ayuda de Helena que resulta ser una policía corrupta. Finalmente, enfundada de nuevo en su peluca roja, se marcha con el misterioso objeto y el "chico malo".

## Posicionamiento
| País   | Listas                | Mejor posición |
| ------ | --------------------- | -------------- |
| Grecia | Digital Singles Chart | 7              |
| Grecia | Singles Airplay Chart | 29             |
| Chipre | Singles Airplay Chart | 1              |